# Rahmennummer

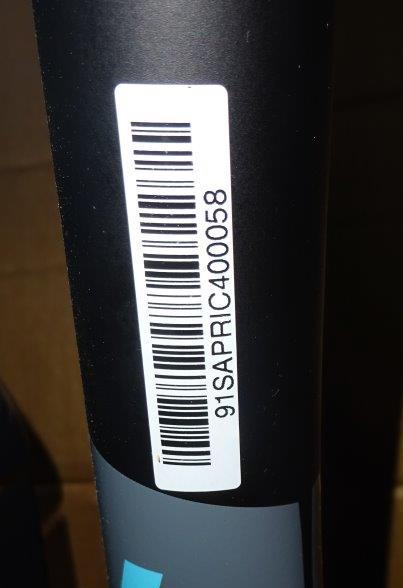
Rahmennummer mit Barcode, am Sitzrohr

Die Rahmennummer ist ein für Fahrradrahmen spezifischer Code, bestehend aus einer Buchstaben- und/oder Zahlenkombination, die vom Fahrradhersteller eingestanzt oder mittels eines überlackierten Etiketts am Fahrrad angebracht wird. Sie ist das wichtigste Kriterium, um ein Fahrrad seinem Eigentümer zuordnen zu können und gilt als die wichtigste Grundlage bei Diebstählen, um die Eigentümerschaft verifizieren zu können.

## Platzierung
Rahmennummern werden in den meisten Fällen am Tretlagergehäuse eingeschlagen. Weitere Fundorte sind das Sattelrohr, das Unterrohr, das Oberrohr, das Steuerrohr, der Sitzstrebensteg, die Pletscherplatte und vereinzelt sogar die Ausfallenden. Lackierungen und Zug-/Kabelführungen am Tretlagergehäuse behindern die Lesbarkeit zum Teil erheblich.

## Länge und Inhalt
Die Nummer soll aus mindestens sechs Ziffern oder Zeichen bestehen. Diese Vorgabe stand in der inzwischen zurückgezogenen DIN 79100. Sie wurde ersetzt durch mehrere Europäische Normen, wie z. B. die EN 14764 City- und Trekking-Fahrräder - Sicherheitstechnische Anforderungen und Prüfverfahren. In der Praxis halten sich nicht alle Hersteller an die Normung. Teilweise werden identische Seriennummern für mehrere Rahmen statt individueller Rahmennummern vergeben.

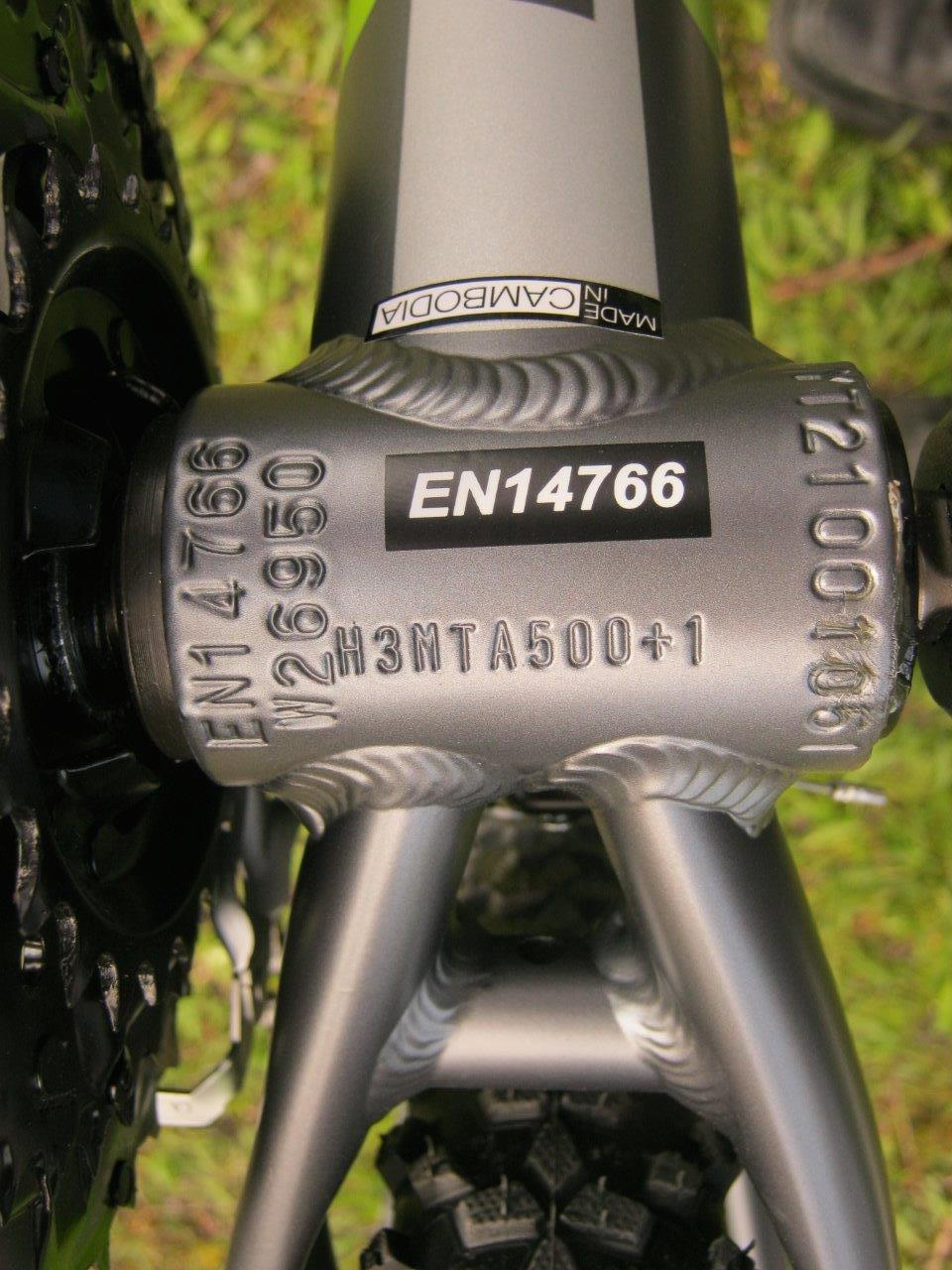
Mehrzeilige Rahmennummer unter dem Tretlagergehäuse

Konkurrierende alphanumerische Sequenzen erschweren dem Laien, zu erkennen, welche davon die Rahmennummer darstellt. Wird aus Platzgründen die Rahmennummer in zwei oder mehr Zeilen getrennt, so ist die richtige Reihenfolge für den Laien oft schwer erkennbar. Ebenso sind für ihn die Unterschiede zwischen einer Modellnummer und einer eigentlichen Rahmennummer kaum nachvollziehbar.
Rahmennummern sind weder normiert noch zwingend eindeutig. In der sog. Fahrrad-Ausrüstungsverordnung (FAusrüstV) wurde eine eindeutige Identifizierbarkeit verlangt. Diese Gesetzesinitiative wurde im Bundesrat 2006 abgelehnt.
Im Unterschied dazu ist beispielsweise in Dänemark eine eindeutige Vehicle Identification Number schon seit 1948 gesetzlich vorgeschrieben.

## Diebstahl
Mit Hilfe der Rahmennummer kann das Fahrrad nach dem Kauf im Internet registriert werden. Sie sollte in einem Fahrradpass archiviert werden, vor allem, wenn sie nicht auf dem Kaufbeleg vermerkt ist. Bei einer Diebstahlsanzeige können die bei einer Registrierung erhobenen Daten in eine Fahndungsdatei der Polizei (beispielsweise POLAS) übernommen werden.
Da die Rahmennummer nicht immer eindeutig ist, kann der Fahrradeigentümer auch selbst eine eigene, individuelle Fahrradcodierung anbringen lassen.

## Historie
Seit den 1950er Jahren wurden Rahmennummern fortlaufend eingeschlagen. Sie begannen bei 0 und wurden fortgeschrieben, teilweise in Millionenhöhe. Rahmennummern können auch zur Klärung des Alters eines Rades herangezogen werden. Allerdings ist die Rahmennummer allein nicht immer eindeutig: bei einigen Firmen wurde, als die erste Million überschritten war, wieder bei 0 begonnen.
Andere Hersteller beginnen bei jeder neuen Modellserie wieder neu mit Nummer 1.